# Montefrío
Montefrío ist eine Gemeinde in der Provinz Granada im Südosten Spaniens mit 5.305 Einwohnern (Stand: 2024). Die Gemeinde liegt in der Comarca Loja. 

## Geografie
Montefrío liegt im Nordwesten der Provinz Granada, in der Region Loja. Montefrio grenzt an Alcalá la Real, Algarinejo, Almedinilla, Íllora, Loja, Priego de Córdoba, Villanueva Mesía und Zagra. Das Klima in Montefrío ist mediterran mit kontinentalen Zügen.

## Geschichte
Es gibt in der Gegend zahlreiche prähistorische Fundstätten. In der Zeit von Al-Andalus wurde hier von den Arabern eine Festung zur Verteidigung des Flusses Genil errichtet, die allerdings 1486 von den Katholischen Königen eingenommen wurde. Zwischen 1486 und 1507 wurde die Kirche Iglesia de la Villa in die Festung eingebaut.

## Sehenswürdigkeiten
In der Nähe des höchsten Punktes befinden sich die Ruinen einer maurischen Burg. Sie wurde auf halbem Weg zwischen der Sierra de Priego und der Sierra Parapanda errichtet und beherrscht das offene Tal zwischen diesen Gebirgszügen. Im 15. Jahrhundert war sie eine der wichtigsten Grenzfestungen der Mauren. An der Hauptstraße von Montefrío gibt es viele Geschäfte, Cafés, Bars und Restaurants. Sie führt zur Plaza Virgen de Los Remedios, die wiederum zur Plaza de España führt.
Die Hauptkirche von Montefrío ist die einzige runde Kirche in ganz Spanien seit der Reconquista.